# Paul Westrich
Paul Westrich (* 26. Juli 1947 in Kindsbach) ist ein deutscher Naturwissenschaftler, der sich auf Insektenkunde spezialisiert hat.

## Leben
Westrich absolvierte ab 1970 ein Studium der Biologie an der Universität Tübingen, wo 1979 auch seine Promotion zum Dr. rer. nat. erfolgte. In seinem Berufsleben widmete er sich schwerpunktmäßig der Erforschung der Wildbienen. Heute forscht er am Institut für Bienenkunde und Naturschutz in Kusterdingen.
In seinem grundlegenden Werk Die Wildbienen Baden-Württembergs, das 1989 erschien, beschrieb Westrich 446 Bienenarten, die in Deutschland vorkommen. Im Auftrag des Bundesamtes für Naturschutz erarbeitete er mit Kollegen aus anderen Bundesländern die im Juni 1998 veröffentlichte Rote Liste für die Wildbienen Deutschlands. Seit 2008 gibt er über Wildbienen die Fachzeitschrift Eucera heraus.
Sein 2018 erschienenes, reich bebildertes Werk Die Wildbienen Deutschlands fasst auf über 800 Seiten das gesamte Wissen zu diesem Thema zusammen. Es stellt in 565 Steckbriefen alles Wissenswerte zu Verbreitung, Biologie und Flugzeit heimischer Arten zusammen und gibt umfassende Informationen über Lebensräume, Lebensweise, Nutznießer und Gegenspieler der Wildbienen. Das Zusammenspiel zwischen Bienen und Blüten ist umfangreich dokumentiert.

## Ehrungen
Am 18. März 1999 ehrte die Deutsche Gesellschaft für allgemeine und angewandte Entomologie Westrich mit der Verleihung der Meigen-Medaille. Am 30. April 2022 wurde er mit dem Verdienstorden des Landes Baden-Württemberg ausgezeichnet.

## Werke
- Andrew Matheson, Steven L. Buchmann, Christopher O’Toole, Paul Westrich (Hrsg.): The Conservation of Bees. Linnean Society Symposium Series. Academic Press, London 1996, ISBN 978-0-12-479740-6.
- Maximilian Schwarz, Fritz Gusenleitner, Paul Westrich, Holger Heinrich Dathe (Hrsg.): Katalog der Bienen Österreichs, Deutschlands und der Schweiz (Hymenoptera, Apidae). Entomofauna, Supplement 8. Schwarz Verlag, Ansfeld 1996.
- Paul Westrich: Die Wildbienen Baden-Württembergs. Ulmer Verlag, Stuttgart 1989, ISBN 3-8001-3307-5 (zwei Teile in einem Band).

I. Allgemeiner Teil. Lebensräume, Verhalten, Ökologie und Schutz. S. 1–431.
II. Spezieller Teil. Die Gattungen und Arten. S. 437–972.
- Rote Liste der Bienen Deutschlands (Hymenoptera, Apidae). 4. Fassung, Dezember 2007. In: Paul Westrich, Ulrich Frommer, Klaus Mandery, Helmut Riemann, Haike Ruhnke, Christoph Saure, Johannes Voith (Hrsg.): Eucera. Band 1, Heft 3, 2008, ISSN 1866-1513, S. 33–87.
- Paul Westrich: Wildbienen – Die anderen Bienen. Verlag Dr. Friedrich Pfeil, München 2014, ISBN 978-3-89937-136-9.
- Paul Westrich: Die Wildbienen Deutschlands. Ulmer Verlag, Stuttgart 2018, ISBN 978-3-8186-0123-2.
- Paul Westrich: Die Wildbienen Deutschlands, 2. Auflage. Ulmer Verlag, Stuttgart 2019, ISBN 978-3-8186-0880-4.